# Linia kolejowa Eglaine – Dyneburg
Linia kolejowa Eglaine – Dyneburg – linia kolejowa na Łotwie łącząca granicę państwową z Litwą i stację Eglaine ze stacją Dyneburg.
Linia na całej długości jest jednotorowa i niezelektryfikowana.